# درجه‌های تخصصی
درجه‌های تخصصی یا حرفه‌ای (Professional Degrees)، مقطع دانشگاهی پیشرفته مانند دکترا است. به کسانی که این دوره را با موفقیت به پایان برساند، مدرک‌هایی با عنوان‌های گوناگون بسته به نوع رشته اعطا می‌شود.
از ویژگی‌های این نوع درجه‌ها این است که (به استثنای چند مورد خاص) اغلب برای دریافت (بر خلاف PhD و M.Sc.) نیازی به نوشتن تز یا پایان‌نامه تحقیقاتی نیست.
در کشورهایی مانند کانادا، استرالیا، نیوزیلند، سوئد و آمریکا برخی از این درجه‌ها عبارت‌اند از: O.D. (دکترای حرفه‌ای اوپتومتری)، M.Arch. (کارشناسی ارشد حرفه‌ای معماری)، D.V.M (دکترای حرفه‌ای دامپزشکی)، D.D.(دکترای حرفه‌ای دندانپزشکی)، Pharm.D. (دکترای حرفه‌ای داروسازی)، M.D. (دکترای حرفه‌ای پزشکی)، و MBA (کارشناسی ارشد حرفه‌ای مدیریت) بستگی به رشته تحصیلی.
}}